# Kolenko
Kolenko (deutsch Klein Köllen) ist ein Ort in der polnischen Woiwodschaft Ermland-Masuren. Er gehört zur Gmina Kolno (Landgemeinde Groß Köllen) im Powiat Olsztyński (Kreis Allenstein).

## Geographische Lage
Kolenko liegt in der nördlichen Mitte der Woiwodschaft Ermland-Masuren, 14 Kilometer südwestlich der ehemaligen Kreisstadt Rößel (polnisch Reszel) bzw. 39 Kilometer nordöstlich der heutigen Kreismetropole und auch Woiwodschaftshauptstadt Olsztyn (deutsch Allenstein).

## Geschichte
In der Amtszeit von Bischof Heinrich III. Sorbom wurde das Rittergut Klein Kellen gegründet. Der Ort bestand aus ein paar kleinen Gehöften. 1785 wurde er als „adliges Gut und Bauerndorf“ mit 32 Feuerstellen, 1820 als „adliges Bauerndorf“ mit zehn Feuerstellen bei 117 Einwohnern erwähnt.
Als 1874 der Amtsbezirk Groß Köllen (polnisch Kolno) im ostpreußischen Kreis Rößel gebildet wurde, war die Landgemeinde Klein Köllen ein Teil desselben.
Im Jahre 1885 zählte Klein Köllen 49 Einwohner, im Jahre 1910 waren es 45.
Am 30. September 1928 wurde der benachbarte Gutsbezirk Bergenthal (polnisch Górowo) in die Landgemeinde Klein Köllen eingegliedert und gleichzeitig die Landgemeinde Klein Köllen in „Landgemeinde Bergenthal“ umbenannt.
Als in Kriegsfolge 1945 das gesamte südliche Ostpreußen an Polen fiel, bekam Klein Köllen die polnische Namensform „Kolenko“. Heute ist der kleine Ort ein Teil der Landgemeinde Kolno (Groß Köllen) im Powiat Olsztyński (Kreis Allenstein), von 1975 bis 1998 der Woiwodschaft Olsztyn, seither der Woiwodschaft Ermland-Masuren zugehörig.

## Kirche
Bis 1945 war Klein Köllen in die evangelische Kirche Bischofsburg (polnisch Biskupiec) in der Kirchenprovinz Ostpreußen der Kirche der Altpreußischen Union, außerdem in die römisch-katholische Kirche Groß Köllen (polnisch Kolno) im damaligen Bistum Ermland eingepfarrt.
Der kirchliche Bezug zu beiden Orten besteht auch heute für Kolenko: zur römisch-katholischen Pfarrei Kolno, jetzt allerdings im Erzbistum Ermland gelegen, und zur evangelischen Kapellengemeinde Biskupiec, jetzt der Pfarrei Sorkwity (Sorquitten) in der Diözese Masuren der Evangelisch-Augsburgischen Kirche in Polen zugeordnet.

## Verkehr
Kolenko liegt an einer Nebenstraße, die von Sątopy (Santoppen) über Ryn Reszelski (Schellen) bis nach Bęsia (Bansen) verläuft und dabei mit drei Woiwodschaftsstraßen Verbindung hat. Die nächste Bahnstation ist Górowo (Bergenthal) an der Bahnstrecke Posen–Toruń–Korsze (–Tschernjachowsk), die heute allerdings nicht mehr nach Insterburg (russisch Tschernjachowsk) in der Oblast Kaliningrad (Gebiet Königsberg (Preußen)) führt.